# おおせよしお
おおせ よしお（1973年2月9日 - ）は日本の漫画家。和歌山県出身。本名は大瀬 嘉夫。

## 略歴
2000年に「Go Go! Rock-Kids」で、第46回小学館新人コミック大賞児童部門佳作を受賞し、2001年に「革命児IT」で『別冊コロコロコミック』にデビュー。
2000年代前半にはコロコロ漫画大学校の執筆などを担当する上、ベイブレードやムシキングなど、ホビーのタイアップ作品を主流として活動を続ける。
趣味は作曲で、「ウズマジン」がアニメとなったら主題歌の作曲を行いたいとコメントしている。ギターも弾けるが、「下手クソで、はっきり言って近所迷惑」と自虐している節もある。またさらには、同じく月コロと別コロで「デュエル・マスターズ」を連載している松本しげのぶとは元クラスメイト。その後も、2010年代に『イナズマイレブン』や『機動戦士ガンダムAGE』とのコラボレーションコミック作品の執筆も実施する。

## 主な作品
- 革命児IT（別冊コロコロコミック2001年02月号）
- ぬすめ天然！ドロ坊ズ（別冊コロコロコミック2001年04月号）
- 未確認宇宙生命体 GoGoちゃいリアン（別冊コロコロコミック2001年06月号 - 12月号）
- 爆転HERO　ブレーダーDJ（月刊コロコロコミック2001年6月号 - 2003年11月号　別冊コロコロコミック2001年10月号 - 2003年6月号　コミックス全2巻）
- おどるポケモンひみつ基地（別冊コロコロコミック2003年8月号）
- 新世紀ゲーム王 巧（別冊コロコロコミック2003年10月号 - 2004年02月号）
- 甲虫王者ムシキング〜ザックの冒険編〜（月刊コロコロコミック2005年2月号 - 2006年10月号　別冊コロコロコミック2004年4月号 - 2008年2月号　コミックス全8巻）
- ウズマジン（コミックス全4巻）
- デュエル・マスターズ BG（コミックス既刊1巻）